# Carla Bodendorf
Carla Rietig-Bodendorf, nemška atletinja, * 13. avgust 1953, Eilsleben, Vzhodna Nemčija.
Nastopila je na poletnih olimpijskih igrah leta 1976, kjer je osvojila naslov olimpijske prvakinje v štafeti 4x100 m in četrto mesto v teku na 200 m. V obeh disciplinah je na evropskih prvenstvih leta 1978 osvojila bronasti medalji. V letih 1976 in 1978 je z vzhodnonemško reprezentanco postavila dva svetovna rekorda v štafeti 4 x 100 m.